# Agathirsia fulvocastanea
Agathirsia fulvocastanea är en stekelart som beskrevs av John Obadiah Westwood 1882. Agathirsia fulvocastanea ingår i släktet Agathirsia och familjen bracksteklar. Inga underarter finns listade i Catalogue of Life.